# 新名一仁
新名 一仁（にいな かずひと、1971年 - ）は、日本の歴史学者。専門は日本中世史。学位は、博士（文学）（東北大学・2016年）。南九州大学非常勤講師。島津氏を中心とする中世後期の南九州政治史を研究課題とし、「中世島津氏研究の第一人者」と評される。

## 略歴
- 1971年 - 宮崎県に生まれる
- 1994年 - 鹿児島大学法文学部人文学科卒業[1]
- 2003年 - 都城市立図書館市史編さん担当非常勤嘱託[1]
- 2005年 - 鹿児島大学共通教育センター非常勤講師[1]
- 2007年 - 広島大学大学院文学研究科博士課程単位取得満期退学[1]
- 2007年 - 大淀川学習館嘱託職員[1]
- 2008年 - みやざき歴史文化館学芸員[1]
- 2011年 - 宮崎市きよたけ歴史館学芸員[1]
- 2014年 - 宮崎市生目の杜遊古館体験学習指導員[1]
- 2015年 - 第41回南日本出版文化賞（南日本新聞社）受賞[1]
- 2016年 - 「室町期島津氏領国の政治構造」で博士（文学）を取得[1]
- 2016年 - 鹿児島県立短期大学非常勤講師[1]
- 2019年 - 志學館大学非常勤講師[1]
- 2022年 - 南九州大学非常勤講師[1]

## 著書

### 単著
- 『日向国山東河南の攻防 室町時代の伊東氏と島津氏』（鉱脈社〈みやざき文庫101〉、2014年）
- 『室町期島津氏領国の政治構造』（戎光祥出版〈戎光祥研究叢書3〉、2015年）
- 『島津貴久 戦国大名島津氏の誕生』（戎光祥出版〈中世武士選書37〉、2017年）
- 『島津四兄弟の九州統一戦』（星海社〈星海社新書〉、2017年）
- 『「不屈の両殿」島津義久・義弘 関ケ原後も生き抜いた才智と武勇』（KADOKAWA、2021年）

### 共編著
- 『新薩摩学 中世薩摩の雄 渋谷氏』（小島摩文共編、南方新社〈新薩摩学シリーズ8〉、2011年）
- 『薩摩島津氏』（編著、戎光祥出版〈シリーズ・中世西国武士の研究〉、2014年）
- 『歴史文化遺産 戦国大名』（五味文彦編、山川出版社、2018年）
- 『戦国大名の土木事業』（鹿毛敏夫編、戎光祥出版〈戎光祥中世史論集6〉、2018年）
- 『中世島津氏研究の最前線』（編著、洋泉社〈歴史新書y〉、2018年）
- 『戦国武将列伝 九州編』（編著、戎光祥出版、2023年）
- 『図説 中世島津氏 九州を席捲した名族のクロニクル』（編著、戎光祥出版、2023年）

### 編訳
- (上井覚兼)『現代語訳上井覚兼日記 天正十年(一五八二)十一月〜天正十一年(一五八三)十一月』(ヒムカ出版、2020年)
- (上井覚兼)『現代語訳上井覚兼日記2 天正十二年（一五八四）正月～天正十二年（一五八四）十二月』(ヒムカ出版、2021年)
- (上井覚兼)『現代語訳上井覚兼日記3 天正十三年（一五八五）正月～天正十三年（一五八五）十二月』(ヒムカ出版、2023年)